# Fort Saint-André (Pays-Bas)
Pour les articles homonymes, voir Fort Saint-André.

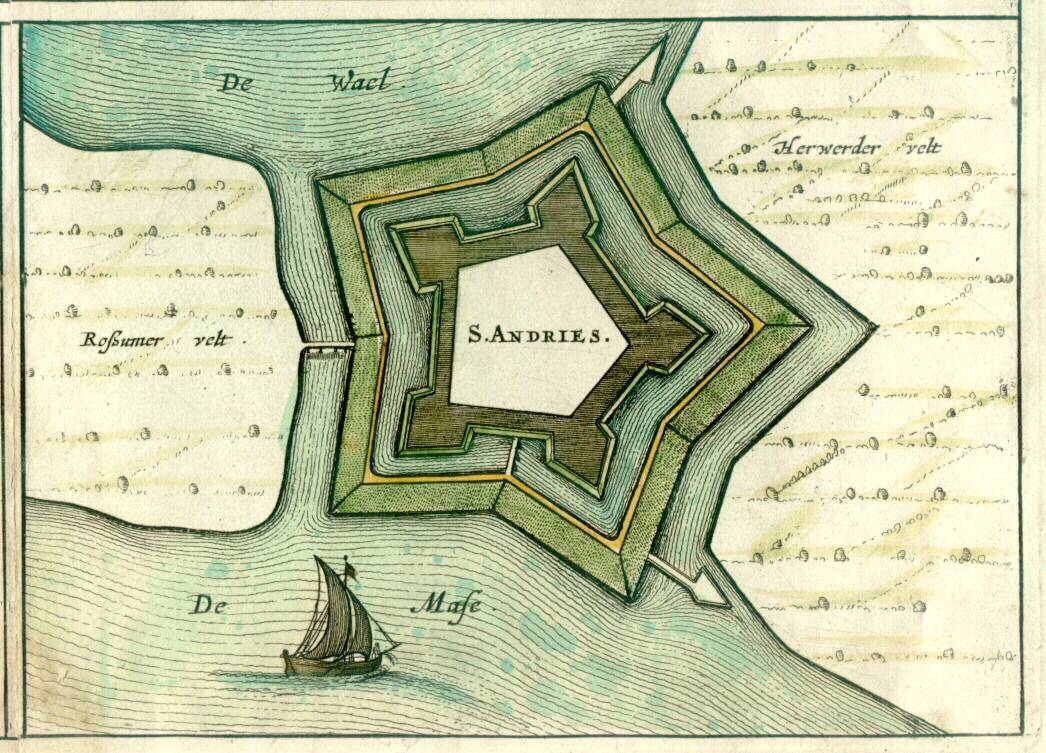
Le fort Saint-André en 1649, par Blaeu. En haut, le Waal, en bas, la Meuse

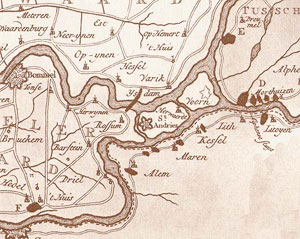
L'île de Heerewaarden en 1600. La carte montre les forts Saint-André à l'ouest et De Voorne à l'est du village

Le Fort Saint-André (en néerlandais, Fort St. Andries) est un ancien fort militaire néerlandais, situé entre Meuse et Waal à l'ouest de Heerewaarden.
Le fort a été construit en 1599 à l'initiative du cardinal André d'Autriche, fils de l'archiduc Ferdinand de Tyrol et petit-fils de Ferdinand Ier. André assurait le stathoudérat à la place d'Albert d'Autriche, lorsque celui-ci était parti en Espagne pour son mariage avec Isabelle-Claire-Eugénie d'Autriche.
Le fort était de forme pentagonale et offrait une position stratégique aux Espagnols, leur donnant une vue parfaite sur les deux fleuves. Toutefois, le fort ne servit pas bien longtemps aux Espagnols : en 1600, après une mutinerie, les soldats espagnols vendirent le fort aux États généraux. Le 24 mars 1600, après seulement trois jours de siège par Maurice d'Orange, le fort capitula.
Lors de la guerre de Hollande, le fort se rendit sans résistance aux dragons que le vicomte de Turenne y envoya le 23 juin 1672.
Le 28 décembre 1794, le fort fut de nouveau pris par les Français menés par le général Delmas à la faveur des glaces qui permirent aux troupes de franchir les fleuves à pied.
En 1812, le fort fut remplacé par un nouveau fort, construit à quelques centaines de mètres vers l'ouest, le Nouveau fort Saint-André.

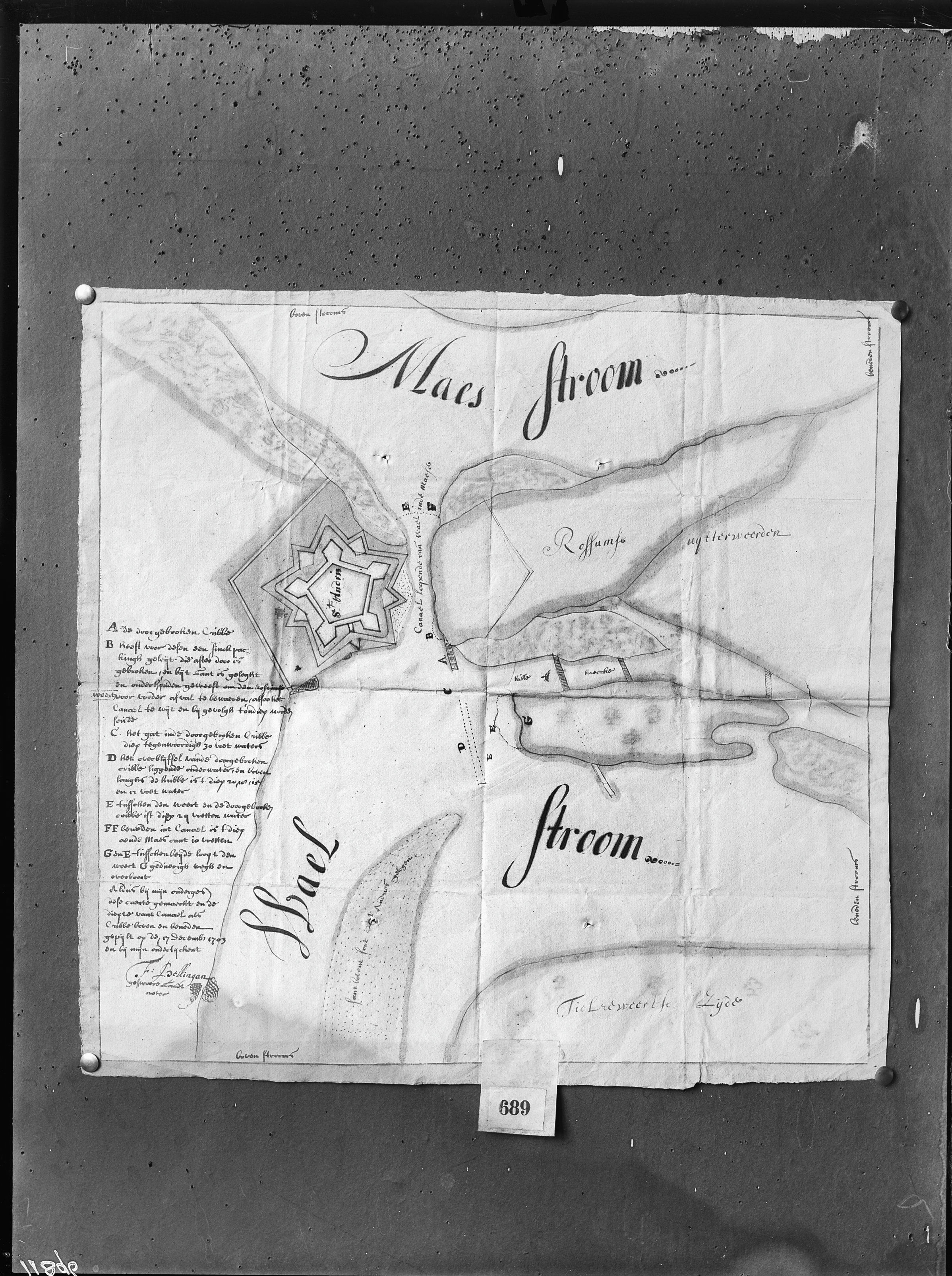
Description du Fort Saint-André au début du XVIIIe siècle protégeant le passage entre de la Meuse et la Waal (issue des Archives Nationales de La Haye)

## Source
- (nl) Cet article est partiellement ou en totalité issu de l’article de Wikipédia en néerlandais intitulé « Fort St. Andries » (voir la liste des auteurs).